# John Bale
John Bale, född 1495 och död 1563, var en engelsk författare.
Bale har huvudsakligen gjort sig känd som författare till det första krönikedramat i England, King John, och därigenom en föregångare till Shakespeare.